# Fritz Fischer (istoric)
Fritz Fischer (n. 5 martie 1908, Ludwigsstadt – d. 1 decembrie 1999, Hamburg) a fost un istoric german, care prin studiul său politic despre primul război mondial a provocat o serie de controverse (vezi Controversa Fischer) cu privire la vinovăția și responsabilitatea Imperiului German în provocarea războiului.

## Date biografice
Fritz Fischer s-a născut în Ludwigsstadt în Oberfranken, între anii 1917 - 1926 a învățat la gimnaziul uman din Ansbach  și Eichstätt. Din anul 1927 Fischer studiază  teologia, filozofia și istoria în Erlangen și Berlin. Deja din timpul proclamării Republicii de la Weimar, Fischer era angajat în mișcarea populară a tinerilor radicali "Die deutsche Jugendbewegung", în 1933 devine membru al partidului Sturmabteilung ("Cămășile Brune") iar în 1937 membru al partidului NSDAP (Partidul Național Socialist German) și va primi o bursă. Fără să fie un nazist convins, însă sub influența Partidului Național Socialist German, s-a înrolat ca voluntar în armată, iar în 1946 ajunge în prinzioner de război. În perioada următoare după ce va fi informat despre politica nazistă, se va distanța de vederile radicale. În 1948 va preda ca profesor la Universitatea din Hamburg, iar în 1973 este numit profesor universitar emerit, fiind considerat ca unul care are vederi politice de stânga. Printre elevii săi sunt Helga Timm, Imanuel Geiss, Bernd Jürgen Wendt, Volker Ullrich, Joachim Radkau, Gabriele Hoffmann, Rainer Postel și Peter Borowsky. La vârsta de 91 de ani Fritz Fischer moare în anul 1999 în Hamburg.

## Opere selectate
- Moritz August von Bethmann Hollweg und der Protestantismus. Religion, Rechts- und Staatsgedanke, Ebering, Berlin 1938.
- Griff nach der Weltmacht. Die Kriegszielpolitik des kaiserlichen Deutschland 1914/1918., Droste, Düsseldorf 1961.
- Weltmacht oder Niedergang. Deutschland im Ersten Weltkrieg. Europäische Verlagsanstalt, Frankfurt am Main, 1965.
- Krieg der Illusionen. Die deutsche Politik von 1911 bis 1914. Droste, Düsseldorf 1969.
- Der erste Weltkrieg und das deutsche Geschichtsbild. Beiträge zur Bewältigung eines historischen Tabus, Droste, Düsseldorf, 1977, ISBN 3-7700-0478-7.
- Bündnis der Eliten. Zur Kontinuität der Machtstrukturen in Deutschland 1871–1945., Droste, Düsseldorf 1979.
- Juli 1914. Wir sind nicht hineingeschlittert. Rowohlt, Reinbek 1983, ISBN 3-499-15126-X.
- Hitler war kein Betriebsunfall. Aufsätze. C. H. Beck, München 1992.
- Ludwig Nicolovius. Rokoko, Reform, Restauration, Hänel-Hohenhausen, Egelsbach, 1992, ISBN 3-89349-078-7 (3 Mikrofiches; Neuausgabe der Examensarbeit von 1934 zum Lic.theol.).